# XTB
Az XTB nemzetközi befektetési és pénzügyi technológiai vállalat, amely testre szabott kereskedési platformot kínál xStation néven. Ez azonnali hozzáférést biztosít a lakossági kereskedők számára a globális piacokhoz és több száz befektetési eszközhöz, beleértve a Forex, index, árupiaci és részvény CFD-ket és ETF-eket. 
Az XTB-t 2004-ben alapították Lengyelországban. 2009-ben a vállalat egy márkaváltáson ment keresztül, és neve XTB Online Tradingre változott. A vállalat 2022. január 5. óta XTB S.A. néven működik.
2007-ben az XTB megnyitotta első külföldi irodáját a Cseh Köztársaságban. A következő néhány évben Németországba, Spanyolországba, Ciprusra, Romániába, Szlovákiába, Franciaországba, Portugáliába, Olaszországba, Magyarországra, az Egyesült Királyságba, Chilébe és Dubaiba (XTB MENA) terjeszkedett.
2016 májusa óta az XTB S.A.-t a varsói tőzsdén jegyzik. Attól függően, hogy az XTB tőkecsoport vállalatai mely piacon működnek, olyan globális intézmények szabályozzák őket, mint a Pénzügyi Felügyeleti Hatóság (FCA), a Ciprusi Értékpapír- és Tőzsdefelügyelet (CySEC), a Comisión Nacional del Mercado de Valores, a Belize-i Nemzetközi Pénzügyi Szolgáltatási Bizottság (IFSC) vagy a Lengyel Pénzügyi Felügyeleti Hatóság.